# Fédération de Syrie de football
Pour les articles homonymes, voir SFA.
La Fédération de Syrie de football est une association regroupant les clubs de football de Syrie et organisant les compétitions nationales et les matchs internationaux de la sélection de Syrie.
La fédération nationale de Syrie est fondée en 1936. Elle est affiliée à la FIFA depuis 1937 et est membre de l'AFC depuis 1969.

## Logos

Ancien logo
Ancien logo (2021-2024)
Logo actuel (depuis 2024)